# John Allen Chau
John Allen Chau (ur. 18 grudnia 1991 w Scottsboro, zm. 17 listopada 2018 na Sentinelu Północnym) – amerykański podróżnik i chrześcijański misjonarz protestancki. Został zabity w listopadzie 2018 przez mieszkańców wyspy Sentinel Północny w trakcie próby nawracania ich na chrześcijaństwo. Przez dziewięć lat przygotowywał się do misji wśród Sentinelczyków, zdając sobie sprawę z ryzyka i bardzo brutalnego traktowania przybyszy przez tubylców. 